# Wolfgang de Beer
Wolfgang de Beer (Dinslaken, 1964. január 2. – 2024. december 30.) német labdarúgó, kapus.

## Pályafutása
A TV Jahn Hiesfeld korosztályos csapatában kezdte a labdarúgást. 1981 és 1986 között az MSV Duisburg, 1986 és 2001 között a Borussia Dortmund kapusa volt. A Borussiával két német bajnoki címet és egy kupagyőzelmet ért el. Tagja volt az 1996–97-es idényben BL-győztes csapatnak.
1984-ben egy alkalommal szerepelt a nyugatnémet U21-es válogatottban.
2001 és 2018 között a Borussia Dortmund kapusedzőjeként tevékenykedett.

## Sikerei, díjai
Borussia Dortmund
- Német bajnokság (Bundesliga)
  - bajnok (2): 1994–95, 1995–96
- Nyugatmémet kupa (DFB Pokal)
  - győztes: 1989
- Nyugatnémet szuperkupa (DFB Supercup)
  - győztes: 1989
- Bajnokok ligája
  - győztes: 1996–97
- Interkontinentális kupa
  - győztes: 1997